# Douglas McGregor
Douglas McGregor (Detroit, 1906 - 1964) fue un economista de Estados Unidos, el cual tuvo un gran aporte a ciencias como la administración

## Biografía
Nacido en 1906 en Detroit, Douglas McGregor vivió sus primeros años en una ciudad industrial que emergía como la capital automotriz de los Estados Unidos en su juventud, trabajó como peón de playa en una estación de servicio de búfalo, llegando a supervisor del distrito de Detroit. 
Fue profesor en la Escuela de Gestión Sloan del MIT de Administración y presidente del Antioch College desde 1948 hasta 1954. Enseñó también en el Instituto Indio de Gestión de Calcuta. Su libro El lado Humano de las organizaciones, escrito en 1960, tuvo una profunda influencia sobre las prácticas de la educación. En el libro, identificó un camino de crear un entorno en el que los empleados se sienten motivados a través de la dirección de referencia, y el control o la integración y el autocontrol, que él llamó la Teoría X y Teoría Y, respectivamente. La teoría Y es la aplicación práctica de Dr. Abraham Maslow de la Humanistic School of Psychology, la psicología o la Tercera Fuerza, aplicado a la gestión científica. 
Comúnmente se piensa en él cómo un defensor de la Teoría Y, pero, como Edgar Schein dice en su introducción del libro The Manager Professional de McGregor, (edición póstuma 1967): 

"En mis propios contactos con Doug, a menudo le consideraban desalentados por el grado en que la teoría Y se había vuelto tan monolítica un conjunto de principios como los de la Teoría X, el exceso de generalización que Doug estaba luchando ... Sin embargo, pocos lectores estaban dispuestos a reconocer que el contenido del libro de Doug hecho tal punto neutro o que la propia presentación de Doug de su punto de vista era que con frialdad científica"

Graham Cleverley de Managers & Magic (Longman, 1971) comenta: 

"... él acuñó los términos de la Teoría X y teoría Y y los utilizó para etiquetar dos conjuntos de creencias que un gerente podría tener acerca de los orígenes de la conducta humana. Señaló que la conducta propia del gerente estaría en gran parte determinada por las creencias particulares del que la suscribe... McGregor esperaba que su libro pudiera conducir a los gerentes a investigar éstos dos conjuntos de creencias, investigar otros, probar las hipótesis que las sustentan, y desarrollar estrategias de gestión que tuvieran sentido en términos de los puntos de vista con prueba en la realidad. "Pero eso no fue lo que pasó. En su lugar McGregor fue interpretado como un  promotor teoría Y, vista como un nuevo y superior modelo ético, es decir un conjunto de valores morales que los administradores deben sustituir y aceptar."
Esteban Reyes

Obtuvo una Licenciatura de Ingeniería Mecánica del Rangoon Institute of Technology, una Licenciatura en Psicología de Wayne State University en 1932, luego obtuvo una maestría y un doctorado en Psicología Experimental de la Universidad de Harvard en 1933 y 1935 respectivamente.
En la década de 1970, la escuela McGregor, un nivel de postgrado de la escuela de negocios, fue fundada por el Antioch College en su honor.
Murió de un infarto agudo de miocardio.